# Коле ди Паломбаја (Ливорно)
Коле ди Паломбаја је насеље у Италији у округу Ливорно, региону Тоскана.
Према процени из 2011. у насељу је живело 11 становника. Насеље се налази на надморској висини од 63 м.